# Adinandra elegans
Adinandra elegans là một loài thực vật có hoa trong họ Pentaphylacaceae. Loài này được F.C.How & W.C.Ko ex H.T.Chang mô tả khoa học đầu tiên năm 1960.